# Fayzullah Khodja Khodjaev
Fayzullah Khodja Khodjaev o Fayzulla Ubaydullayevich Khodzhayev (Bukharà, 1896 — Moscou, 13 de març de 1938) fou un revolucionari i polític de Bukharà i després de l'Uzbekistan.
El seu pare, un ric comerciant, el va enviar a estudiar a Moscou el 1907 i el 1913 es va afiliar al moviment reformista Djadid Muslim que combatia al règim feudal de l'emir de Bukharà. L'abril de 1917 l'emir de Bukharà es va declarar independent, i el 18 de març de 1918 el govern bolxevic rus renunciava al protectorat sobre Bukharà. El desembre de 1917 Khodjaev va marxar a Tashkent per treballar per l'enderrocament de l'emir. El Partit del Joves Bukharians havia esdevingut la punta de llança dels djadids (renovadors) i Khodjaev, amb la fortuna paterna, s'hi va adherir i va pujar a la direcció i va contribuir a la formació del Partit Comunista de Bukharà (1918). El Soviet de Tashkent fou convidat a envair l'emirat (març), però les seves forces foren rebutjades per les de l'emir i Khodjaev va haver de fugir altre cop cap a Tashkent.
El 1919 els djedidis es van revoltar i es va iniciar la guerra civil contra l'emir (kan), obtenint l'ajut dels soviètics el maig de 1920; l'emir va resistir fins al setembre de 1920 en què va fugir cap a l'Afganistan. El 10 d'agost de 1920 fou designat president interí del Consell de Comissaris del Poble. El 2 de setembre de 1920 es va proclamar la República i Khodjaev fou confirmat en el càrrec que ocupava. L'estat va esdevenir República Popular i Socialista el 8 d'octubre de 1920. Khodjaev es va declarar en favor del manteniment de la xaria com a llei. Es va oposar amb vigor al moviment contrarevolucionari dels basmatxis (dels quals va patir un atemptat) i per aquest i altres serveis va rebre l'orde de la Bandera Roja.
El 1922 va visitar Berlín i va intentar establir relacions amb els països europeus suposadament per obtenir certa independència econòmica per Bukharà, cosa que el 1923 li va valdre una amonestació del Comitè Central per a l'Àsia del Partit Comunista. No obstant va assistir aquest mateix any al XII congrés del Partit Comunista a Moscou com a delegat bukharià. El 19 de setembre de 1924 Bukharà es va convertir en República Soviètica i en la reorganització territorial va quedar el 1925 dins de la República Socialista Soviètica de l'Uzbekistan i Khodjaev va passar a ser President del Consell de Comissaris del Poble de la nova república, el mateix càrrec que tenia abans.
Va conservar aquesta posició fins que fou destituït i arrestat el 17 de juny de 1937 en les purgues estalinistes, i acusat de diversos fets que no eren reals si bé va admetre al judici que aspirava a la independència del Turquestan. El 1938 fou executat.
El 1955 i 1957, en la rehabilitació de diverses figures castigades per l'estalinisme, Khodjaev en fou exclòs, però rehabilitat finalment el 1966 com a revolucionari eminent, si bé remarcant els seus "errors nacionalistes". No gaudeix de gaire estima al modern Uzbekistan per haver entregat el país als soviètics.

## Nota
1. ↑  R. Nour, a la Revista de Turcologia